# Megarhyssa rixator
Megarhyssa rixator är en stekelart som först beskrevs av Schellenberg 1802.  Megarhyssa rixator ingår i släktet Megarhyssa och familjen brokparasitsteklar. Arten är reproducerande i Sverige. Inga underarter finns listade i Catalogue of Life.